# Childhood's End (miniserie televisiva)
Childhood's End è una miniserie televisiva statunitense del 2015, basata sul romanzo di fantascienza Le guide del tramonto di Arthur C. Clarke. La miniserie è composta da tre puntate, trasmesse dal network Syfy in tre serate dal 14 dicembre al 16 dicembre 2015. In Italia la miniserie è andata in onda dal 15 giugno 2017 su Premium Action.

## Trama
La Terra subisce quella che all'apparenza sembra essere la pacifica invasione di un gruppo di alieni chiamati "Superni" ("Overlords" nell'originale inglese), che promettono di eliminare povertà, guerre e malattie, inaugurando un periodo di pace e sicurezza per tutta l'umanità. Il contatto principale (a differenza del libro in cui avviene con un politico) viene stabilito con un contadino, Ricky Stormgreen. Gli esseri umani godono di un'esistenza utopica, fatta di agi e spensieratezza, ma quando i bambini e gli adolescenti manifestano facoltà paranormali, disinteressandosi alla loro giovinezza, alcuni iniziano a sospettare delle reali intenzioni dei Superni, che per quindici anni non avevano mai mostrato il loro aspetto al mondo. Quando si manifestano appaiono infatti come demoni e, dicendo che gli umani avrebbero avuto paura, hanno aspettato quel tempo a mostrarsi. Un'amica del protagonista sospetta l'inganno e così ferisce mortalmente Karellen, il rappresentante degli alieni, sparandogli.  Karellen sarà salvato tuttavia da Ricky, al quale aveva dato un dispositivo per poter curare qualsiasi malattia. In verità la pace portata era una distrazione dalla conquista del pianeta: i Superni girano l'universo, guidati dalla Mente Suprema (l'overmind), per rubare l'energia e le conoscenze, e quindi distruggere i pianeti. I figli dei terrestri verranno assimilati dalla Overmind e la Terra  distrutta.

## Personaggi e interpreti

### Principali
- Ricky Stormgren, interpretato da Mike Vogel, doppiato da Marco Vivio.
- Annabelle Stormgren, interpretata da Georgina Haig, doppiata da Gemma Donati.
- Karellen, interpretato da Charles Dance, doppiato da Stefano De Sando.
- Peretta Jones, interpretata da Yael Stone, doppiata da Sabrina Duranti.
- Ellie Stormgren, interpretata da Daisy Betts, doppiata da Federica De Bortoli.
- Jake Greggson, interpretato da Ashley Zukerman, doppiato da Daniele Raffaeli.
- Rachel Osaka, interpretata da Charlotte Nicdao, doppiata da Valentina Favazza.
- Milo Rodericks, interpretato da Osy Ikhile, doppiato da Paolo Vivio.
- Amy Morrel, interpretata da Hayley Magnus, doppiata da Eleonora Reti.

### Secondari
- Wainwright, interpretato da Colm Meaney, doppiato da Carlo Valli.
- Dr. Rupert Boyce, interpretato da Julian McMahon, doppiato da Riccardo Rossi.
- Morton, interpretato da Robert Morgan, doppiato da Roberto Draghetti.

## Puntate
| nº | Titolo originale | Titolo italiano | Prima TV USA     | Prima TV Italia           |
| -- | ---------------- | --------------- | ---------------- | ------------------------- |
| 1  | The Overlords    | I Superni       | 14 dicembre 2015 | 15-22 giugno 2017         |
| 2  | The Deceivers    | I mistificatori | 15 dicembre 2015 | 21 giugno - 6 luglio 2017 |
| 3  | The Children     | Bambini         | 16 dicembre 2015 | 13-20 luglio 2017         |

## Produzione
Dagli anni 1960 vari tentativi erano stati fatti per adattare il romanzo di Arthur C. Clarke come un film, ma nessuno andato in porto. Il 10 aprile 2013, Syfy ha annunciato i suoi piani per sviluppare una miniserie TV basata su Le guide del tramonto. Il 3 settembre 2014, Syfy ha annunciato la produzione di tre puntate, trasmesse nel tardo 2015. La miniserie è stata sviluppata e scritta da Matthew Graham e diretta da Nick Hurran.